# Топорков, Дмитрий Дмитриевич
Дми́трий Дми́триевич Топорко́в (1904—1965) — советский геолог, учёный, кандидат геолого-минералогических наук. Лауреат Ленинской премии (1957).

## Биография
Окончил Уральский политехнический институт (1930). В 1930—1942 работал в геологических экспедициях по разведке уральских месторождений железной руды, марганца, меди, ванадия.
В 1942—1945 годах главный инженер Казахского геологического управления, проводил разведку Джездинского месторождения марганца (Центральный Казахстан).
В 1945—1951 годах главный геолог Аятской геологоразведочной экспедиции, был инициатором и руководителем разведки Аятского месторождения железных руд.
В 1951—1956 годах — главный геолог Кустанайского геологоразведочного треста. Участник открытия и разведки железорудных месторождений Тургая — Аятского, Сарбайского, Соколовского и Качарского .
С 1957 г. — заместитель директора Казахского научно-исследовательского института минерального сырья.
Скончался в 1965 году, похоронен на Центральном кладбище Алматы.

## Награды
- За открытие и разведку Соколовско-Сарбайской группы железорудных месторождений присуждена Ленинская премия (1957).
- Награждён орденами Ленина, Трудового Красного Знамени, «Знак почёта» и медалями.